# كاسبار هندرسون
كاسبار هندرسون (بالإنجليزية: Caspar Henderson)‏ هو صحفي بريطاني، ولد في 1963.